# Metallofon

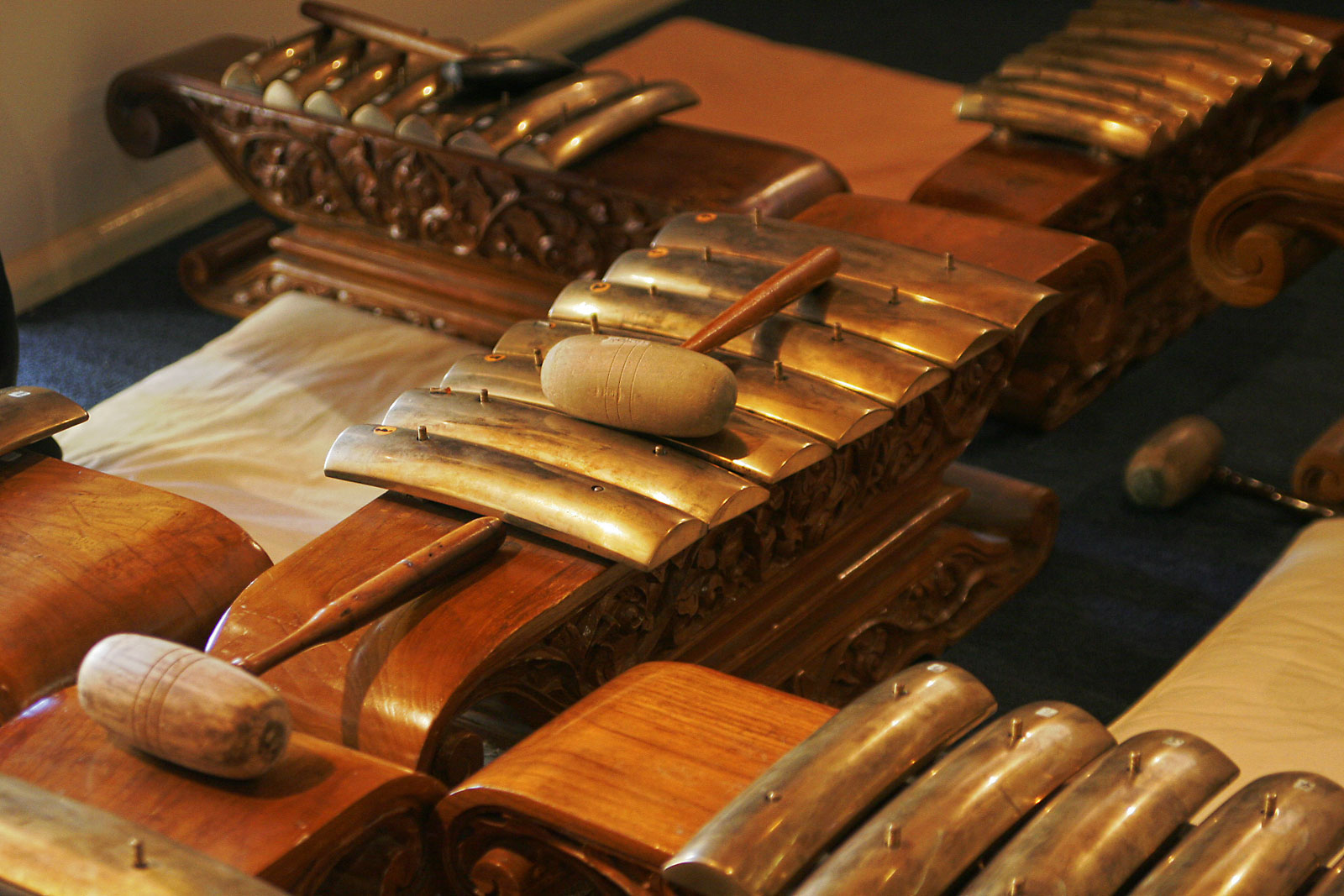
En metallofon

Metallofon är ett musikinstrument i gruppen slagidiofoner där ljudet frambringas av en hammare som slås an på stämda metallplattor. Som instrument i en orkester räknas även klockspel som metallofon.
Metallofon är vanligt förekommande som leksaksinstrument för barn.
Ett snarlikt instrument är den mer kända xylofonen som i grund och botten fungerar på samma sätt men där man slår an träplattor istället.
Ännu ett liknande instrument är litofonen, där plattorna är av sten.